# جورج كلوني
جورج تيموثي كلوني (بالإنجليزية: George Timothy Clooney)؛ المعروف باسمه الفني جورج كلوني (بالإنجليزية: George Clooney) (مواليد 6 مايو 1961 –) هو ممثل، ممثل، وكاتب سيناريو، ومنتج أفلام، ومخرج أفلام، ورائد أعمال، ومنتج تلفزيوني، ومخرج تلفزيوني، وممثل صوتي، وصانع أفلام وناشط أمريكي. حاز علي ثلاثة جوائز غولدن غلوب لعمله كممثل، وجائزتي أوسكار؛ واحدة لدوره كممثل في سريانا (2006)، والأخري كمنتج مشارك في آرغو (2012). في عام 2018، حصل علي جائزة معهد الفيلم الأمريكي للإنجاز مدي الحياة.

## بداياته
بدأ مسيرته الفنية سنة 1978 من خلال التمثيل في التلفزيون، وبعدها اكتسب شهرة عالمية لأداءه دور الدكتور «دوغ روس» في المسلسل الدرامي إي آر بين سنتي 1994 و1999، الأمر الذي رشحه مرتين لجائزة إيمي برايم تايم. أثناء عمله في مسلسل إي آر، بدأ بتلقي مجموعة متنوعة من الأدوار القيادية في الأفلام، مع دوره الرائع في فيلم من الغسق حتى الفجر (1996)، وفيلم الجريمة الكوميدية بعيدا عن الأنظار (1998)، حيث كان أول عمل له مع المخرج ستيفن سودربرغ، والذي أصبح متعاونًا لفترة طويلة معه. في عام 1999، حمل الدور القيادي في فيلم ثلاثة ملوك، وهو هجاء حرب تم استقباله جيدًا خلال حرب الخليج.
في عام 2001، اتسعت شهرة كلوني مع إطلاقه لأنجح فيلم تجاريا له، وهو فيلم السرقة الكوميدي المُعاد إنتاجه أوشن 11، وهو الجزء الأول من الثلاثية، وبطولة كلوني. أخرج لأول مرة بعد عام من فيلم أوشن 11، وكان فيلم التجسسية الكوميدية اعترافات عقلية خطيرة أولي تجاربه في الإخراج، ومنذ ذلك الحين أخرج فيلم الدراما التاريخية ليلة سعيدة وحظ سعيد (2005)، وفيلم الكوميديا الرياضية Leatherheads (2008)، وفيلم الدراما السياسية ايديس أوف مارش (2011)، والفيلم الحربي رجال الآثار (2014). فاز كلوني بجائزة الأوسكار لأفضل ممثل مساعد عن فيلم الشرق الأوسط سريانا (2005)، ثم حصل علي ترشيحات أفضل ممثل عن فيلم الإثارة القانونية مايكل كلايتون (2007)، وفيلم الدراما الكوميدية فوق في الجو (2009)، وفيلم الأحفاد (2011). في عام 2013، حصل علي جائزة الأوسكار لأفضل فيلم علي إنتاج فيلم الإثارة السياسية آرغو.
تم ترشيح كلوني لجوائز الأوسكار في ست فئات مختلفة، وهو رقم قياسي شاركه مع والت ديزني وألفونسو كوارون. تم إدراج كلوني في قائمة تايم السنوية تايم 100، والتي تحدد الأشخاص الأكثر تأثيراً في العالم، كل عام من 2006 إلي 2009. وهو معروف أيضًا بنشاطه السياسي والاقتصادي.
هو ابن الصحفي نيك كلوني، وابن عارضة الأزياء السابقة نينا كلوني. كان أول ظهور له علي شاشة التلفزيون وهو في الخامسة من عمره، وذلك في البرنامج الذي كان يقدمه والده، ومن بعدها لم يظهر إلا عندما أصبح في العشرين من عمره. لعب البيسبول ثم انتقل إلي التمثيل، وقام بتمثيل العديد من الأفلام، وسطع نجمه في سماء هوليوود. ينتمي جورج كلوني لأصول أيرلندية كاثوليكية.
وعُين في يوم 31 يناير سنة 2008 رسول السلام التابع للأمم المتحدة. كلوني أيضًا عضو في مجلس العلاقات الخارجية.
وفي عام 2014 قام بالارتباط باللبنانية الأصل محامية حقوق الإنسان أمل كلوني، وقد نشرت المجلات العالمية صور ارتباطه بها. وفي نفس العام تزوجها، وأنجبا توأما.

## المسيرة المهنية

### الأعمال الأولي، 1978-1993
كان دور كلوني الأول ككومبارس في المسلسل التلفزيوني المصغر «المئوية» عام 1978، والذي استند إلي رواية تحمل الاسم نفسه لجيمس ميشنر، وصُوِّر جزئيًا في مسقط رأس كلوني في أوغوستا بولاية كنتاكي. جاء أول دور رئيسي لكلوني في عام 1984 في المسلسل الهزلي القصير إي/آر (يجب عدم الخلط بينه وبين إي آر، الدراما المشهورة في المستشفى، والتي شارك كلوني أيضًا في بطولتها بعد عقد من الزمن). لعب كلوني دور شخص بارع في مسلسل حقائق الحياة. وظهر في دور «بوبي هوبكينز»، وهو محقق في حلقة من الفتيات الذهبيات. كان أول دور بارز له دورٌ داعم شبه منتظم في المسلسل الهزلي روزان، إذ لعب دور «بوكر بروكس» المشرف لروزان بار. يليه دور عامل بناء في حديث الطفل. وشارك في بطولة المسلسل الدرامي هيئات الأدلة علي سي بي إس في دور المحقق «ريان ووكر». ثم لعب دور ديت. جيمس فالكونر لمدة عام في الأخوات. لعب كلوني دورًا صغيرًا في فيلم الرعب الكوميدي «عودة الطماطم القاتلة» في عام 1988. لعب دور البطولة في مسلسل فوز الغروب، وهو درامي بوليسي قصير عُرض علي أيه بي سي. خلال هذة الفترة، كان كلوني طالبًا في مدرسة التمثيل بيفرلي هيلز بلايهاوس لمدة خمس سنوات.

### الانطلاقة، 1994-1999

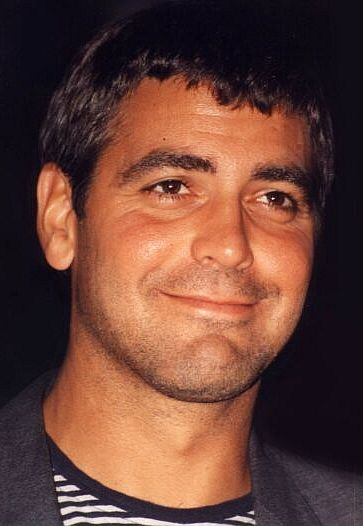
كلوني عام 1995.

صعد كلوني إلي الشهرة عندما لعب دور الطبيب «دوغ روس» من عام 1994 إلي 1999، إلي جانب أنتوني إدواردز، وجوليانا مارغوليس، ونوح وايلي، في الدراما الطبية إي آر الذي عُرض علي إن بي سي. بعد مغادرته المسلسل في عام 1999، ظهر بدور الكاميو في الموسم السادس، وعاد إلي موقع ضيف في الموسم الأخير من العرض. عن عمله في السلسلة، تلقى كلوني ترشيحين لجائزة الإيمي برايم تايم لأفضل ممثل دور رئيسي بارز في مسلسل درامي في عامي 1995 و1996. حصل أيضًا علي ثلاثة ترشيحات لجائزة الغولدن غلوب لأفضل ممثل في مسلسل درامي تلفزيوني في الأعوام 1995 و1996 و1997 (خسر أمام النجم أنتوني إدواردز).
بدأ ظهور كلوني في الأفلام أثناء عمله على إي آر. كان دوره الرئيسي الأول في هوليوود في فيلم الرعب الكوميدي الجريمة «من الغسق حتى الفجر»، من إخراج روبرت رودريغيز، وشارك في البطولة هارفي كيتل. تابع نجاحه مع الكوميديا الرومانسية «يوم جيد» مع ميشيل فايفر. والعمل المثير «صانع السلام» مع نيكول كيدمان. مَثل كلوني بعد ذلك دور باتمان في فيلم باتمان وروبن من إخراج جويل شوماخر، وكان أداء الفيلم متواضعًا في شباك التذاكر، ولكنه فشل فشلًا فادحًا (مع وصف كلوني نفسه الفيلم بأنه «مضيعة للمال»). في عام 1998 شارك ببطولة الفيلم الكوميدي «بعيدًا عن الأنظار» أمام جينيفر لوبيز، وكان أول تعاون له مع المخرج ستيفن سودربرغ. مثل دور البطولة في فيلم «ثلاثة ملوك» خلال الأسابيع الأخيرة من عقده مع إي آر.

## آرائه ونشاطه
منذ الانتخابات الأمريكية عام 2004 وكلوني يشارك في المجال السياسي، فقد كان من الداعمين للمرشح الديموقراطي جون كيري. في عام 2005، قام بإخراج أول فيلم، الذي حمل اسم (ليلة سعيدة وحظ سعيد)، ودار حول المكارثية.

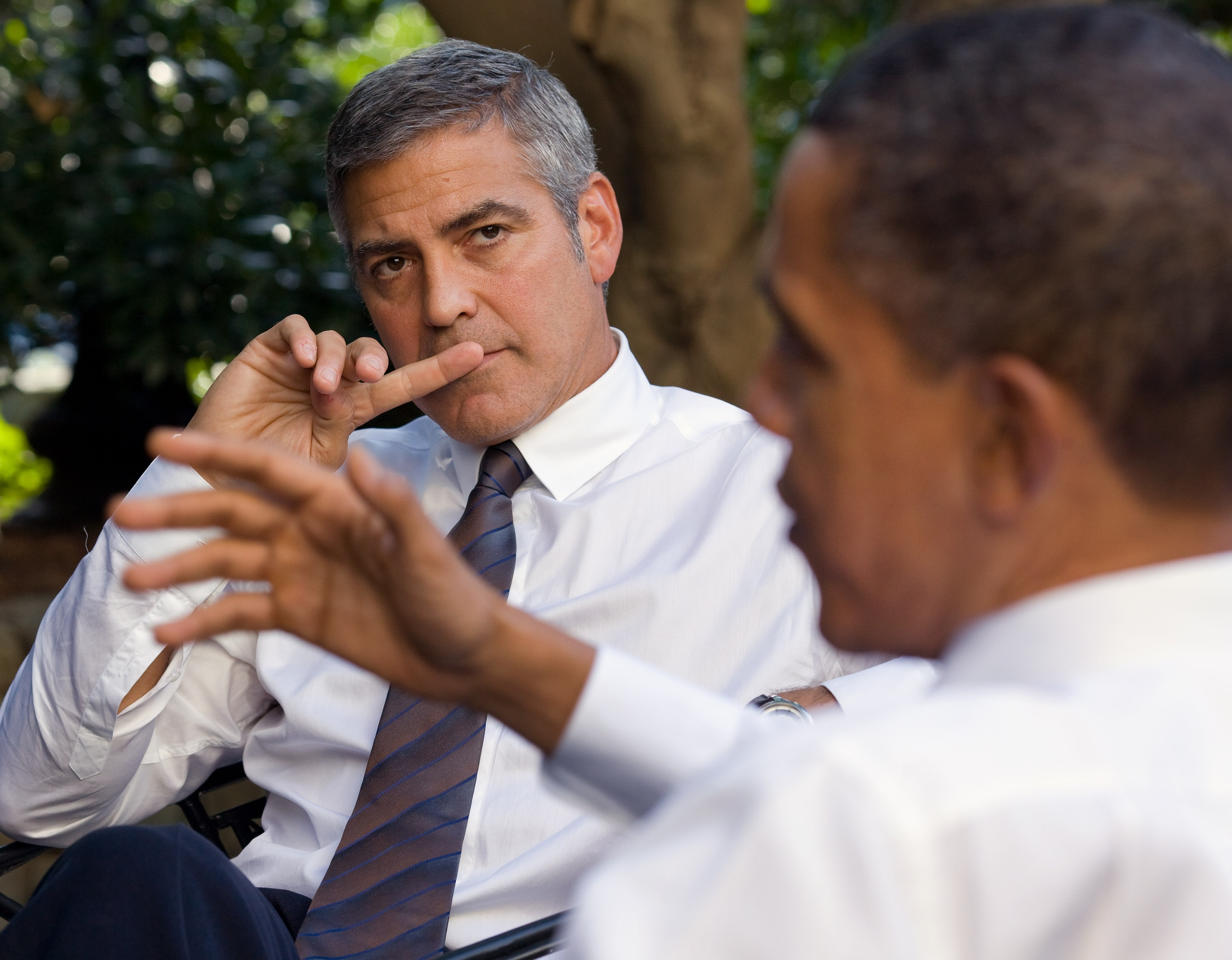
كلوني يناقش موضوع السودان مع الرئيس باراك أوباما في البيت الأبيض في أكتوبر 2010.

قام بزيارة أقليم دارفور في السودان في عام 2006، ويعتبر من أكبر الداعمين لانفصال جنوب السودان، وقام بزيارة إلي جوبا العاصمة المنظرة لدولة جنوب السودان الجديدة. مما حدا بالبعض، للتكهن بأن لكلوني طموحات سياسية، كزميله الممثل ذو الميول الجمهورية، وحاكم ولاية كاليفورنيا، آرنولد شوارزنيجر، ولكنه نفي ذلك.
أشتري منزل علي بحيرة كومو في إيطاليا في العام 2004، والذي صور فيه بعض مشاهد أوشن 12.

## حياته الخاصة

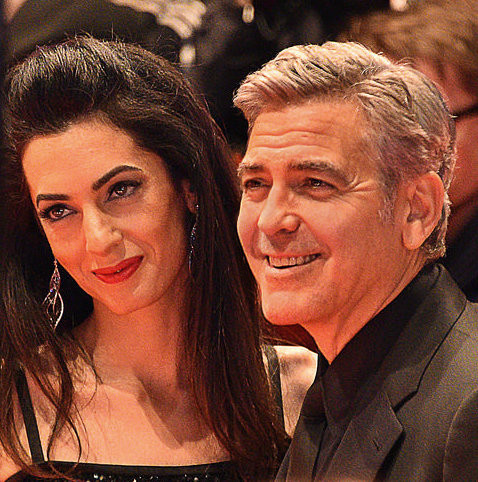
كلوني وعلم الدين في مهرجان برلين السينمائي الدولي السادس والستين في ألمانيا عام 2016.

تزوج جورج كلوني من الممثلة تاليا بلسم عام 1989 حتى طلاقهما عام 1993. بعد هذه الحادثة، أعلن كلوني إضرابه عن الزواج مرة أخرى.
في عام 1996، التقى كلوني بنادلة فرنسية شابة تدعى سيلين باليتران في مقهى في الشانزليزيه في باريس أثناء تصويره لفيلم صانع السلام. بعد بضعة أشهر انتقلت معه إلى لوس أنجلوس حيث استمرت علاقتهما ثلاث سنوات حتى انفصالهما عام 1999. بعدها وخلال مجموعة من الإعلانات لمشروبات مارتيني عام 2000 أقام كلوني علاقة مع العارضة البريطانية ليزا سنودون، استمرت خمس سنوات تخللتها فترات من الانفصال. من عام 2009 إلى يونيو 2011، واعد العارضة الإيطالية إليزابيتا كاناليس. وفي أكتوبر 2011 أعلن رسميا علاقته بنجمة المصارعة السابقة ستايسي كيبلر، بعد ظهورهما معا خلال عرض فيلمه «الأحفاد» في مهرجان نيويورك، لينفصلى في يوليو 2013.
في عام 2013 التقى جورج بأمل علم الدين خلال لقاء جمعهما بأحد أصدقائهم في بحيرة كومو بإيطاليا. ووفقا لمكتب محاماة دوتي ستريت تشامبرز الذي تعمل به أمل علم الدين فقد أصبحت الأخيرة خطيبة الممثل في 28 أبريل 2014 وهو الخبر الذي جعلها تحت مجهر الصحافة العالمية. في يوليو / تموز 2014، انتقد كلوني علنا صحيفة التابلويد البريطانية ديلي ميل بعد زعمها أن والدة خطيبته تعارض زواجهما لأسباب دينية وهو ما دفع الصحيفة للاعتذار عن قصتها الخاطئة لكن كلوني رفض قبول الاعتذار ووصف الصحيفة بأنها «أسوأ أنواع التابلويد، تفبرك الأخبار ولو على حساب قرائها».
في 7 أغسطس 2014، حصل كلوني وخطيبته على تراخيص الزواج في الحي الملكي كينسينغتون وتشيلسي في لندن. في 27 أيلول (سبتمبر) 2014 تزوج جورج كلوني رسمياً من أمل علم الدين، في حفل أقيم في مدينة البندقية حيث تم تزويجهما من قبل رئيس بلدية روما السابق وصديق كلوني والتر فيلتروني. في عام 2015، تبنى كلوني وزوجته كلب إنقاذ من جمعية سان غابرييل للإنسانية سُمي ميلي.
في فبراير 2017، ورد في برنامج ذا توك الحواري أن كلوني حامل وتنتظر رفقة زوجها توائم. وهو ما أكده صديق العائلة الممثل مات دامون على برنامج إنترتانمنت تونايت. في يونيو / حزيران 2017، أنجبت أمل توأمين طفل يدعى ألكساندر وطفلة تدعى إيلا.
نشأ كلوني كاثوليكيًا متدينا، لكنه قال في عام 2006 إنه لا يعرف ما إذا كان يؤمن «بالجنة، أو حتى بالله». قال عن نشأته: «نعم، كنا كاثوليك، كامل الأسرة، المجموعة بأكملها.»

## الترشيحات والجوائز

### الأوسكار
- أفضل مخرج عام 2005 عن فيلم Good Night, And Good Luck
- أفضل نص أصلى مكتوب للسينما بالمشاركة مع غرانت هسلوف عام 2005 عن فيلم Good Night, And Good Luck
- أفضل ممثل مساعد عام 2005 عن فيلم Syriana وفاز بها
- أفضل ممثل رئيسى عام 2008 عن فيلم Michael Clayton
- أفضل ممثل رئيسى عام 2010 عن فيلم Up in the Air
- أفضل منتج عام 2012 عن فيلم Argo

### الغولدن غلوب
- أفضل ممثل درامى في مسلسل تليفيزيونى عام 1996 عن مسلسل «ER»
- أفضل ممثل درامى في مسلسل تليفيزيونى عام 1997 عن مسلسل «ER»
- أفضل ممثل درامى في مسلسل تليفيزيونى عام 1998 عن مسلسل «ER»
- أفضل ممثل كوميدى أو أستعراضى عام 2001 عن فيلم O Brother, Where Art Thou? وفاز بها
- أفضل مخرج عام 2005 عن فيلم Good Night, And Good Luck
- أفضل نص أصلى مكتوب للسينما بالمشاركة مع جرانت هيسلوف عام 2005 عن فيلم Good Night, And Good Luck
- أفضل ممثل مساعد عام 2005 عن فيلم Syriana وفاز بها
- أفضل ممثل درامى عام 2008 عن فيلم Michael Clayton
- أفضل ممثل درامى عام 2010 عن فيلم Up in the Air
- أفضل ممثل درامى عام 2012 عن فيلم The Descendants وفاز بها

## بعض أفلامه
- الحصاد 1993
- باتمان وروبن 1997
- صانع السلام 1997
- المتنزه الجنوبي 1999 (صوت)
- الملوك الثلاثة 1999
- يا أخي، اين أنت؟ 2000
- أوشن 11 2001
- اعترافات عقل خطير 2002
- أوشن 12 2004
- مساء الخير، حظا سعيدا 2005
- سريانا 2005
- الألماني الطيب 2006
- الرمل والحزن 2007
- أوشينز ثرتين 2007
- مايكل كلايتون 2007
- الرجال الذين يحدقون في الماعز 2008
- فوق في الجو2009
- الأمريكي 2010
- منتصف مارس 2011
- الأحفاد 2011
- أرجو 2012
- جاذبية 2013
- رجال الأثار 2014
- ارض الغد 2015
- وحش المال 2016
- يعيش القيصر 2016
- أوشنس 8 2018

## وصلات خارجية
- جورج كلوني على موقع IMDb (الإنجليزية)
- جورج كلوني على موقع ميتاكريتيك (الإنجليزية)
- جورج كلوني على موقع الموسوعة البريطانية (الإنجليزية)
- جورج كلوني على موقع روتن توميتوز (الإنجليزية)
- جورج كلوني على موقع مونزينجر (الألمانية)
- جورج كلوني على موقع قاعدة بيانات الأفلام العربية
- جورج كلوني على موقع ألو سيني (الفرنسية)
- جورج كلوني على موقع ميوزك برينز (الإنجليزية)
- جورج كلوني على موقع تيرنر كلاسيك موفيز (الإنجليزية)
- جورج كلوني على موقع أول موفي (الإنجليزية)